# Ernie Hearting

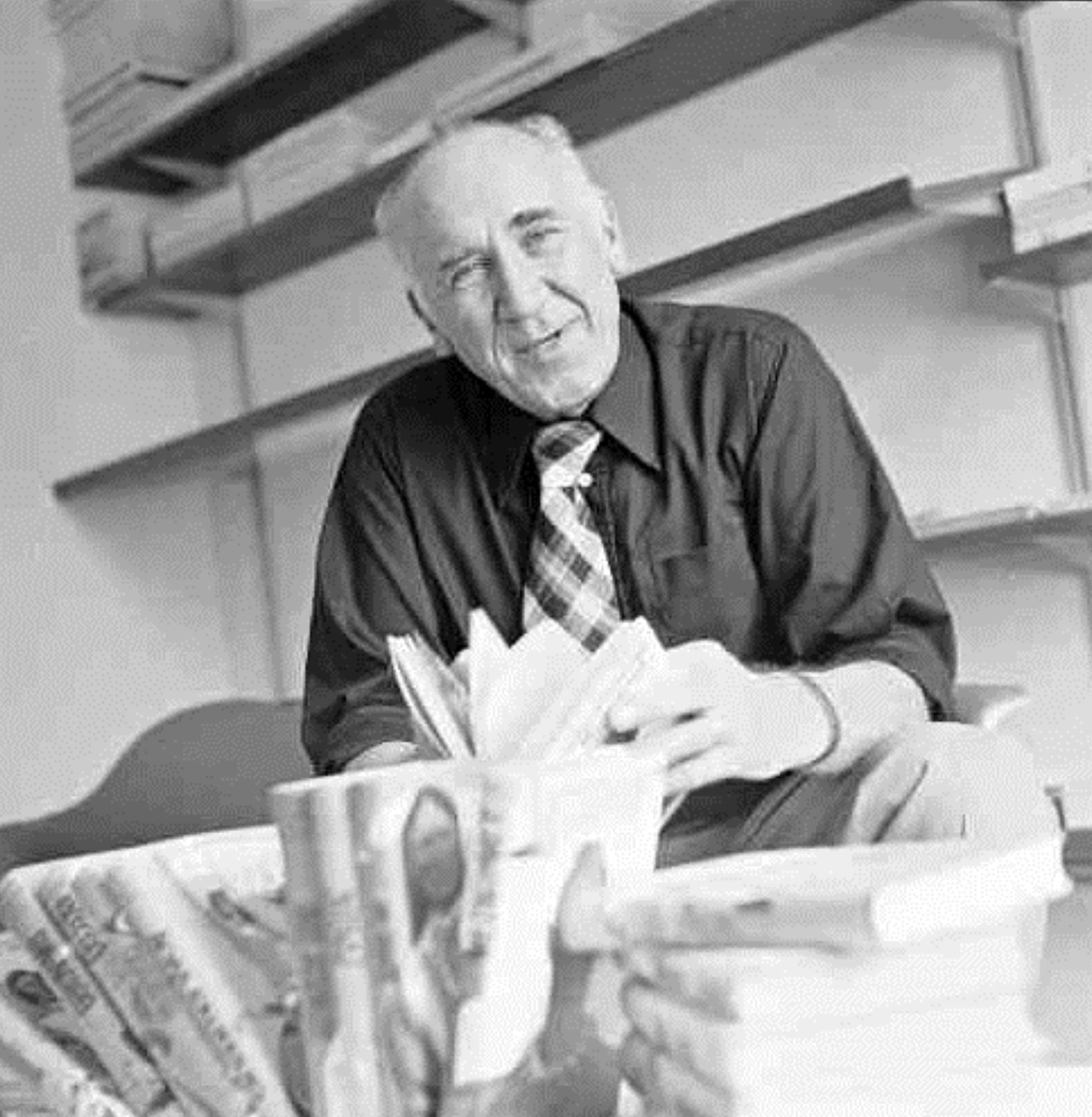
Ernie Hearting (1975)

Ernie Hearting ist ein Pseudonym des schweizerischen Schriftstellers Ernst Herzig (* 31. Juli 1914 in Langenthal; † 29. Dezember 1992 in Basel). Ernst Herzig ging 1937 nach Spanien, um sich auf republikanischer Seite im dortigen Bürgerkrieg zu engagieren. Während des Zweiten Weltkriegs publizierte er zahlreiche militärwissenschaftliche Artikel, in denen er u. a. seine Bewunderung für die Leistungen der deutschen Wehrmacht zu erkennen gab. In der Nachkriegszeit begann er eine Reihe von Jugendbüchern über die großen Häuptlinge der nordamerikanischen Indianer zu verfassen, die er nach historischen Quellen erarbeitete. Er wollte sich damit von den romantisierenden Indianerromanen wie Karl May und Fritz Steuben absetzen, die zwar sehr populär, aber meist historisch ungenau waren. Die Serie Berühmte Indianer, weisse Kundschafter umfasste 15 Bände und erschien erstmals zwischen 1949 und 1963 im Waldstatt Verlag in Einsiedeln, teilweise in mehreren Auflagen. Bei Weltbild erschien 1990 eine Auswahl von 3 Bänden, die 1992 um den vierten Band erweitert wurde. Einige seiner Bücher sind auch in andere Sprachen übersetzt worden.

## Bibliographie
Serie Berühmte Indianer, weisse Kundschafter
- Bd. 1: Rote Wolke (Red Cloud). Ein Lebensbild des grossen Häuptlings der Sioux (1949)
- Bd. 2: Sitting Bull. Der grosse Führer im Freiheitskampf der Sioux-Indianer (1950)
- Bd. 3: Stumpfes Messer (Dull Knife). Führer der Cheyenne-Indianer in ihrem letzten Kampfe um Heimat und Freiheit (1951)
- Bd. 4: Geronimo. Die Geschichte der Apachen in ihrem Kampfe um Freiheit und Unabhängigkeit (1952)
- Bd. 5: Rollender Donner. Kriegshäuptling Chief Joseph. Die Geschichte seines Lebens und seines Volkes (1953)
- Bd. 6: Kleinkrähe (Little Crow). Die Geschichte eines Siouxhäuptlings (1954)
- Bd. 7: Kriegsadler. Die Geschichte des Comanchehäuptlings Quanah Parker (1955)
- Bd. 8: Wildes Pferd (Crazy Horse). Die Geschichte eines grossen Kriegshäuptlings der Teton Dakota (1956)
- Bd. 9: Osceola. Häuptling der Seminole-Indianer (1957)
- Bd. 10: Moxtaveto (Black Kettle), das tragische Schicksal dieses grossen Häuptlings der Cheyenne-Indianer (1958)
- Bd. 11: Einsamer Wolf. Die Geschichte eines Kriegers der Apachen-Indianer (1959)
- Bd. 12: Schwarzer Falke (Black Hawk). Die Geschichte eines Häuptlings der Sauk (1960)
- Bd. 13: Pontiac. Sendung und Schicksal eines grossen Indianerhäuptlings (1961)
- Bd. 14: Captain Jack. Kintpuash, Anführer der Modoc Indianer im Kampf um ihre Heimat (1962)
- Bd. 15: Metacomet. Sendung und Schicksal eines grossen Indianerhäuptlings (1963)

Weitere Werke im Waldstatt Verlag, Einsiedeln
- (als Greti Herzog)[6] Minito. Die Geschichte eines Indianermädchens. (1954)
- Jack Gregor, der Kundschafter (1963)
- Der Indianer-Oberst. Vom Genfersee in den nordamerikanischen Urwald. Leben und Abenteuer des Schweizers Henri Bouquet, Offizier in englischen Diensten. (1965)